# Ліндельофів простір
У математиці ліндельофів простір (простір Ліндельофа)  — топологічний простір, в якому кожне відкрите покриття має злічене підпокриття. Властивість Ліндельофа є послабленням частіше використовуваного поняття компактності, яке вимагає існування скінченного підпокриття.
Успадкований простір Ліндельофа — топологічний простір, який є підпростором Ліндельофа.
Такий простір іноді називають сильно ліндельофовим, але збиває з толку те, що такий термін іноді використовується в зовсім іншому значенні.
Термін успадкований простір Ліндельофа є більш поширеним і однозначним.
Простори Ліндельофа названі на честь фінського математика Ернста Леонарда Ліндельофа.

## Властивості просторів Ліндельофа
- Будь-який компактний простір, і взагалі кожен σ-компактний простір, є простором Ліндельофа. Зокрема, кожен зліченний простір також є простором Ліндельофа.

- Простір Ліндельофа є компактним тоді й лише тоді, коли він є зліченно компактним.

- Будь-який простір, що задовольняє другу аксіому зліченності, [5] є простором Ліндельофа, проте не навпаки. Наприклад, існує багато компактних просторів, які не задовольняють другу аксіому зліченності.

- Метричний простір є ліндельофовим тоді й лише тоді, коли він сепарабельний, і тоді й лише тоді, коли він задовольняє другу аксіому зліченності.[6]

- Будь-який регулярний простір Ліндельофа є нормальним.[7]

- Будь-який регулярний простір Ліндельофа є паракомпактним.[8]

- Зліченне об'єднання підпросторів Ліндельофа топологічного простору є ліндельофовим простором.

- Будь-який замкнений підпростір простору Ліндельофа є ліндельофовим простором.[9] Отже, будь-яка Fσ-множина у просторі Ліндельофа є ліндельофовим простором.

- Довільні підпростори простору Ліндельофа не обов'язково є ліндельофовими просторами.[10]

- Неперервний образ простору Ліндельофа є ліндельофовим простором.[9]

- Добуток простору Ліндельофа і компактного простору є ліндельофовим простором.[11]

- Добуток простору Ліндельофа і σ-компактного простору є ліндельофовим простором.

Це є наслідком попередньої властивості.
- Добуток двох просторів Ліндельофа не обов'язково є ліндельофовим простором.

Наприклад, лінія Зоргенфрея {\displaystyle S} є ліндельофовим простором, але площина Зоргенфрея {\displaystyle S\times S} не є ліндельофовим простором.
- У просторі Ліндельофа будь-яке локально скінченне[en] сімейство непорожніх підмножин є зліченним.

## Властивості успадкованого простору Ліндельофа
- Простір Ліндельофа є успадкованим тоді й лише тоді, коли будь-який відкритий підпростір простору є ліндельофовим простором.[13]

- Успадковані простори Ліндельофа є замкненими відносно зліченних об'єднань, підпросторів і неперервних образів.

- Регулярний простір Ліндельофа є успадкованим ліндельофовим простором тоді й лише тоді, коли він є досконало нормальним.[14][15]

- Будь-який простір, що задовольняє другу аксіому зліченності, є успадкованим простором Ліндельофа.

- Будь-який злічений простір є успадкованим простором Ліндельофа.

- Будь-який польський простір є успадкованим простором Ліндельофа.

- Будь-яка міра Радона на успадкованому просторі Ліндельйофа є модерованою.

## Приклад: Площина Зоргенфрея не є простором Ліндельофа
Добуток просторів Ліндельофа не обов'язково є простором Ліндельофа.
Типовим прикладом цього є площина Зоргенфрея {\displaystyle \mathbb {S} }, яка є добутком дійсної прямої {\displaystyle \mathbb {R} } з топологією напіввідкритих інтервалів з самою собою.
Відкритими множинами на площині Зоргенфрея є об'єднання напіввідкритих прямокутників, які включають нижній і лівий краї і опускають верхній і правий краї, включаючи верхній лівий, нижній лівий і нижній правий кути.
Антидіагональ площини {\displaystyle \mathbb {S} } — множина точок {\displaystyle (x,y)} таких, що {\displaystyle x+y=0}.
Розглянемо відкрите покриття площини {\displaystyle \mathbb {S} }, яке складається з:
1. Множини всіх прямокутників {\displaystyle (-\infty ,x)\times (-\infty ,y)}, де {\displaystyle (x,y)} знаходяться на антидіагоналі.
2. Множинн всіх прямокутників {\displaystyle [x,+\infty )\times [y,+\infty )}, де {\displaystyle (x,y)} знаходяться на антидіагоналі.

Тут слід зауважити, що кожна точка на антидіагоналі міститься точно в одній множині покриття, тому всі ці множини потрібні.
Інший спосіб переконатися, що {\displaystyle S} не є простором Ліндельофа, полягає в тому, що треба помітити, що антидіагональ визначає замкнутий і незлічений дискретний підпростір простору {\displaystyle S}.
Цей підпростір не є підпростором Ліндельофа, і тому весь простір не може бути ліндельофовим простором (оскільки замкнені підпростори просторів Ліндельофа також є просторами Ліндельофа).

## Узагальнення
Наступне означення узагальнює означення компактності та ліндельофності:
Топологічний простір є {\displaystyle \kappa }-компактним (або {\displaystyle \kappa }-ліндельофовим), де {\displaystyle \kappa } є будь-яким кардинальним числом, якщо кожне відкрите покриття множини має підпокриття кардинальності строго меншої ніж {\displaystyle \kappa }.
Компактний простір є тоді {\displaystyle \aleph _{0}}-компактним і простір Ліндельофа є тоді {\displaystyle \aleph _{1}}-компактним.
Степінь Ліндельофа, або число Ліндельофа {\displaystyle l(X)}, є найменшим кардинальним числом {\displaystyle \kappa } таким, що кожна відкрите покриття простору {\displaystyle X} має підпокриття розмірності не більше {\displaystyle \kappa }.
У цьому позначенні, простір {\displaystyle X} є простором Ліндельофа, якщо {\displaystyle l(X)=\aleph _{0}}.
Визначене вище число Ліндельофа не розрізняє компактні простору і некомпактні простору Ліндельофа.
Деякі автори назвали числом Ліндельофа інше поняття: найменше кардинальне число {\displaystyle \kappa } таке, що кожне відкрите покриття простору {\displaystyle X} має підпокриття розмірності строго меншої ніж {\displaystyle \kappa }.
У цьому останньому (і менш уживаному) сенсі число Ліндельофа є найменшим кардинальним числом {\displaystyle \kappa } таким, що топологічний простір {\displaystyle X} є {\displaystyle \kappa }-компактним. Це поняття іноді також називають степенем компактності простору {\displaystyle X}.